# Líbia na Universíada de Verão de 2021
A Líbia participou da Universíada de Verão de 2021, que aconteceu em Chengdu, na China, entre 28 de julho e 8 de agosto de 2023.
A delegação teve quatro atletas masculinos em três modalidades olímpicas.

## Competidores
Estas foram as modalidades e atletas que disputaram a edição:
| Esporte   | Masculino | Feminino | Total |
| --------- | --------- | -------- | ----- |
| Esgrima   | 1         | 0        | 1     |
| Judo      | 2         | 0        | 2     |
| Taekwondo | 1         | 0        | 1     |
| Total     | 4         | 0        | 4     |

## Desempenho

### Esgrima
Masculino
| Atleta    | Evento | Fase de grupo | Fase de grupo | Fase de 128          | Fase de 64           | Fase de 32           | Oitavas de final     | Quartas de final     | Semifinais           | Final                | Pos.        | Ref.        |
| Atleta    | Evento | Adversário e resultado | Pos.          | Adversário resultado | Adversário resultado | Adversário resultado | Adversário resultado | Adversário resultado | Adversário resultado | Adversário resultado | Pos.        | Ref.        |
| --------- | ------ | --- | ------------- | -------------------- | -------------------- | -------------------- | -------------------- | -------------------- | -------------------- | -------------------- | ----------- | ----------- |
| Ali Talib | Espada | UZB M. Sidikov D 0–5 UAE K. Alzarooni D 1–5 POL D. Michalak D 0–5 FIN T. Tauriainen D 0–5 EST R. Eskov D 0–5 JPN R. Matsumoto D 3–5 | 102           | Não avançou          | Não avançou          | Não avançou          | Não avançou          | Não avançou          | Não avançou          | Não avançou          | Não avançou | [ 3 ] [ 4 ] |

### Judo
Masculino
| Atleta           | Evento   | Preliminar                               | Oitavas                | Quartas                | Semifinais             | Final                  | Posição     | Ref.  |
| Atleta           | Evento   | Adversário e resultado                   | Adversário e resultado | Adversário e resultado | Adversário e resultado | Adversário e resultado | Posição     | Ref.  |
| ---------------- | -------- | ---------------------------------------- | ---------------------- | ---------------------- | ---------------------- | ---------------------- | ----------- | ----- |
| Mustafa Ben Issa | até 60kg | CHN Liu W. D 00–10                       | Não avançou            | Não avançou            | Não avançou            | Não avançou            | Não avançou | [ 5 ] |
| Ahmed Sulayman   | até 81kg | IRI R. Ahmadzadeh D 00–10 (Hansoku-make) | Não avançou            | Não avançou            | Não avançou            | Não avançou            | Não avançou | [ 6 ] |

### Taekwondo
Masculino
| Atleta             | Evento   | Primeira fase             | Oitavas                | Quartas                | Semifinais             | Final                  | Posição     | Ref.  |
| Atleta             | Evento   | Adversário e resultado    | Adversário e resultado | Adversário e resultado | Adversário e resultado | Adversário e resultado | Posição     | Ref.  |
| ------------------ | -------- | ------------------------- | ---------------------- | ---------------------- | ---------------------- | ---------------------- | ----------- | ----- |
| Najimuldin Birzeeq | até 68kg | POL M. Szczesnowski D 0–2 | Não avançou            | Não avançou            | Não avançou            | Não avançou            | Não avançou | [ 7 ] |